# 파트리크 루셀
파트리크 루셀(덴마크어: Patrick Russell, 1993년 1월 4일~)은 덴마크의 아이스하키 선수로 포지션은 라이트윙이다. 현재 스웨덴 하키 리그의 린셰핑 HC와 덴마크 아이스하키 국가대표팀 소속으로 뛰고 있다. 이전에는 내셔널 하키 리그(NHL)의 에드먼턴 오일러스 소속으로 뛰었으며, NHL 통상 59경기 출전했다.
그는 덴마크 국가대표 선수로서 2022년 동계 올림픽에 참가했으며 세계 선수권 대회에 5회 참가했다.

## 개인사
여동생인 엠마 루셀 또한 아이스하키 선수이다.

## 수상
- NCAA 우승(2015-16)